# Halenkov
Halenkov (en allemand : Hallenkau) est une commune du district de Vsetín, dans la région de Zlín, en République tchèque. Sa population s'élevait à 2 428 habitants en 2020.

## Géographie
Halenkov est arrosée par la Vsetínská Bečva et se trouve à 18 km au sud-est de Vsetín, à 33 km à l'est de Zlín, à 110 km à l'est de Brno et à 283 km à l'est-sud-est de Prague.
La commune est limitée par Valašská Bystřice au nord, par Nový Hrozenkov à l'est, par la Slovaquie au sud-est, par Huslenky au sud et au sud-ouest, et par Hovězí, Janová, Vsetín et Malá Bystřice à l'ouest.

## Histoire
Halenkov a été fondée en 1654 par Jiri Illésházym, un noble hongrois.